# Arena Zagreb
L'arena Zagreb è una struttura polivalente situata a sud-ovest di Zagabria, Croazia, nel quartiere di Lanište a Novi Zagreb.
Ospita partite di hockey, calcio a cinque, pallamano, pallacanestro, pallavolo, tennis, incontri di atletica e altri eventi sportivi, ma anche numerosi concerti, esibizioni, fiere, incontri e congressi. Ha ospitato il campionato mondiale maschile di pallamano nel 2009, il Campionato UEFA di Calcio a cinque nel 2012 (assieme alla Spaladium Arena di Spalato) e nel 2014 il Campionato di pallamano femminile.
Ha inoltre ospitato i concerti della London Symphony Orchestra, Sting, Depeche Mode, Rammstein, Lenny Kravitz, David Guetta, Leonard Cohen, Roger Waters, Guns N' Roses, Lady Gaga, Shakira, Beyoncé, Britney Spears, George Michael, Slayer & Megadeth, José Carreras, Eros Ramazzotti, Tom Jones, Sade, Jean-Michel Jarre, Joe Cocker, Oliver Dragojević e molti altri.

## Galleria d'immagini

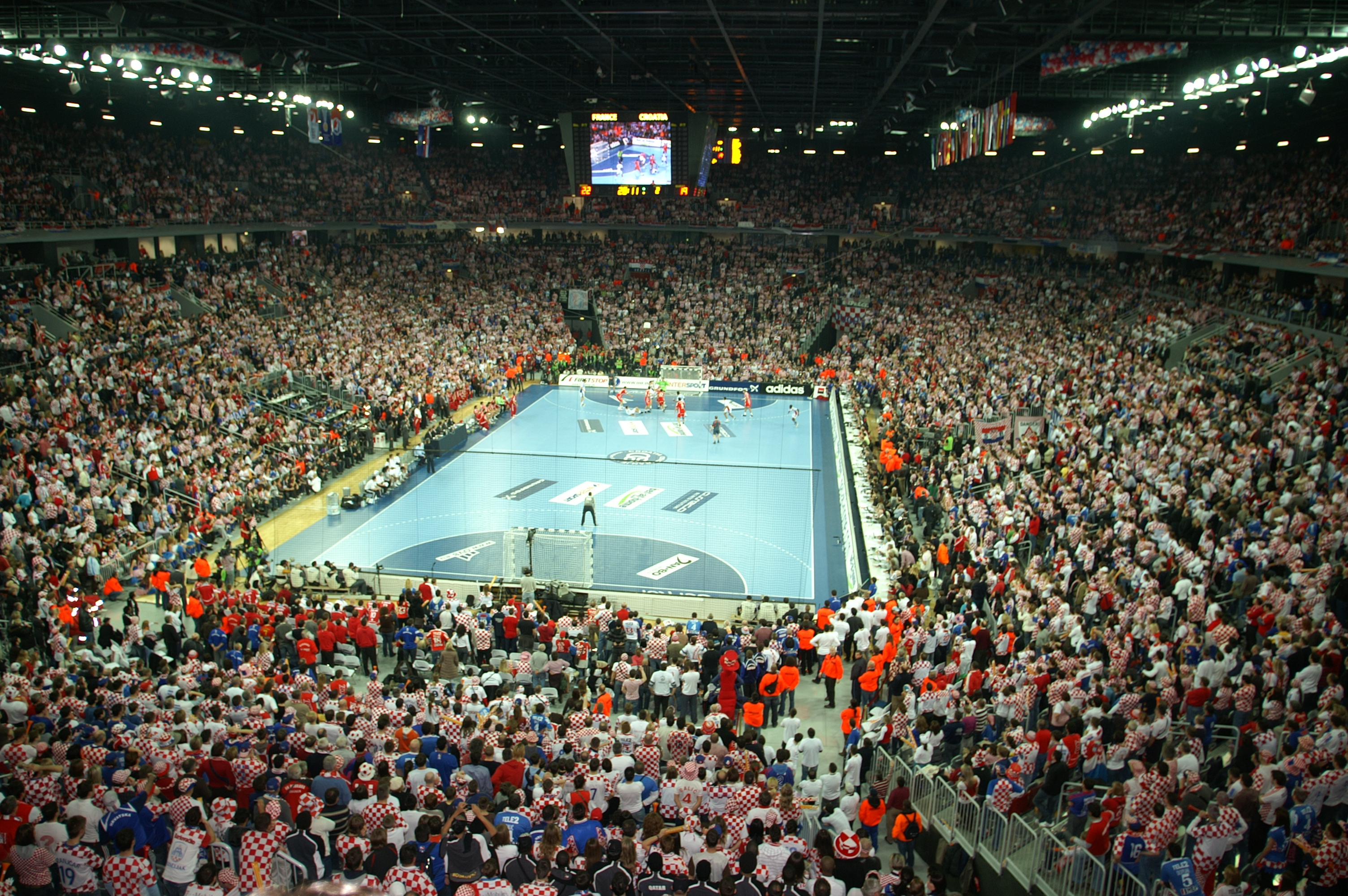
Finale di pallamano maschile del 2009
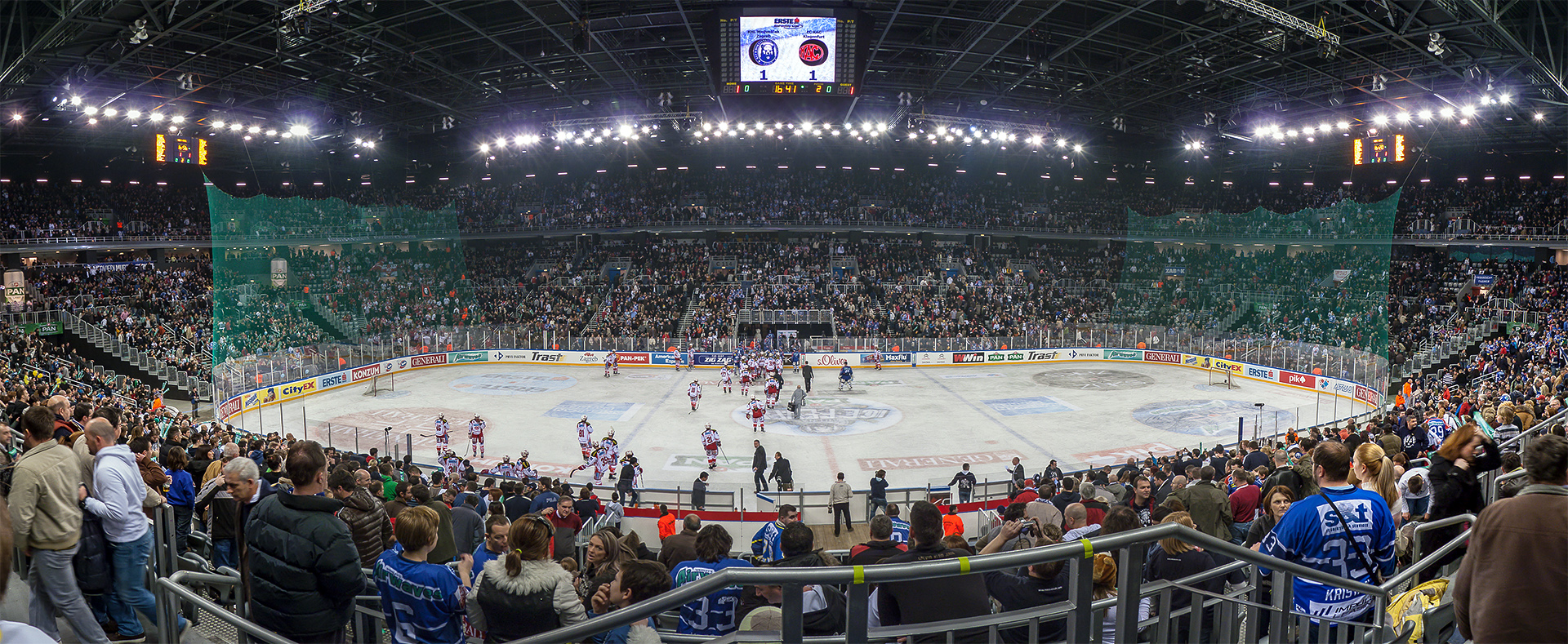
Partita di hockey dei KHL Medveščak Zagreb
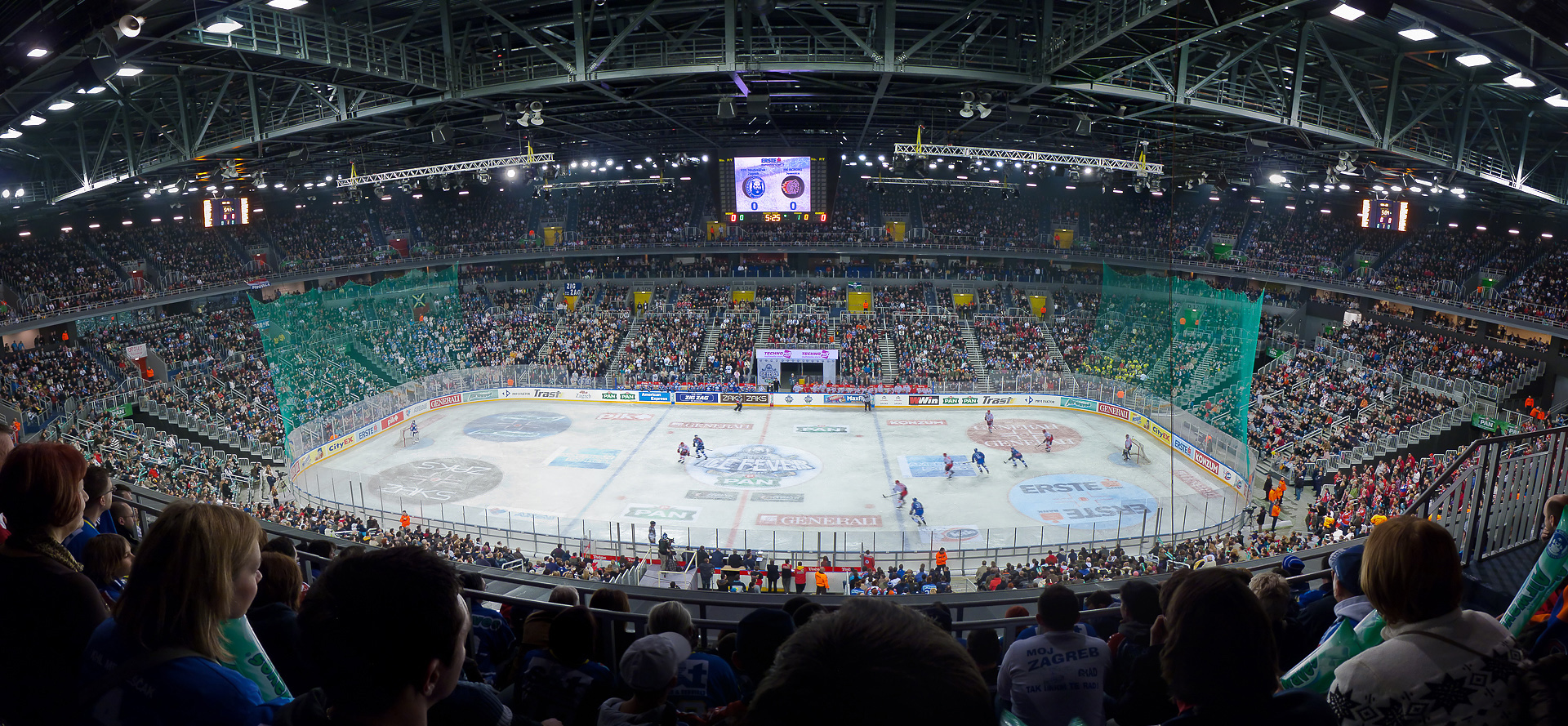
Partita di hockey dei KHL Medveščak Zagreb